# Koksownia

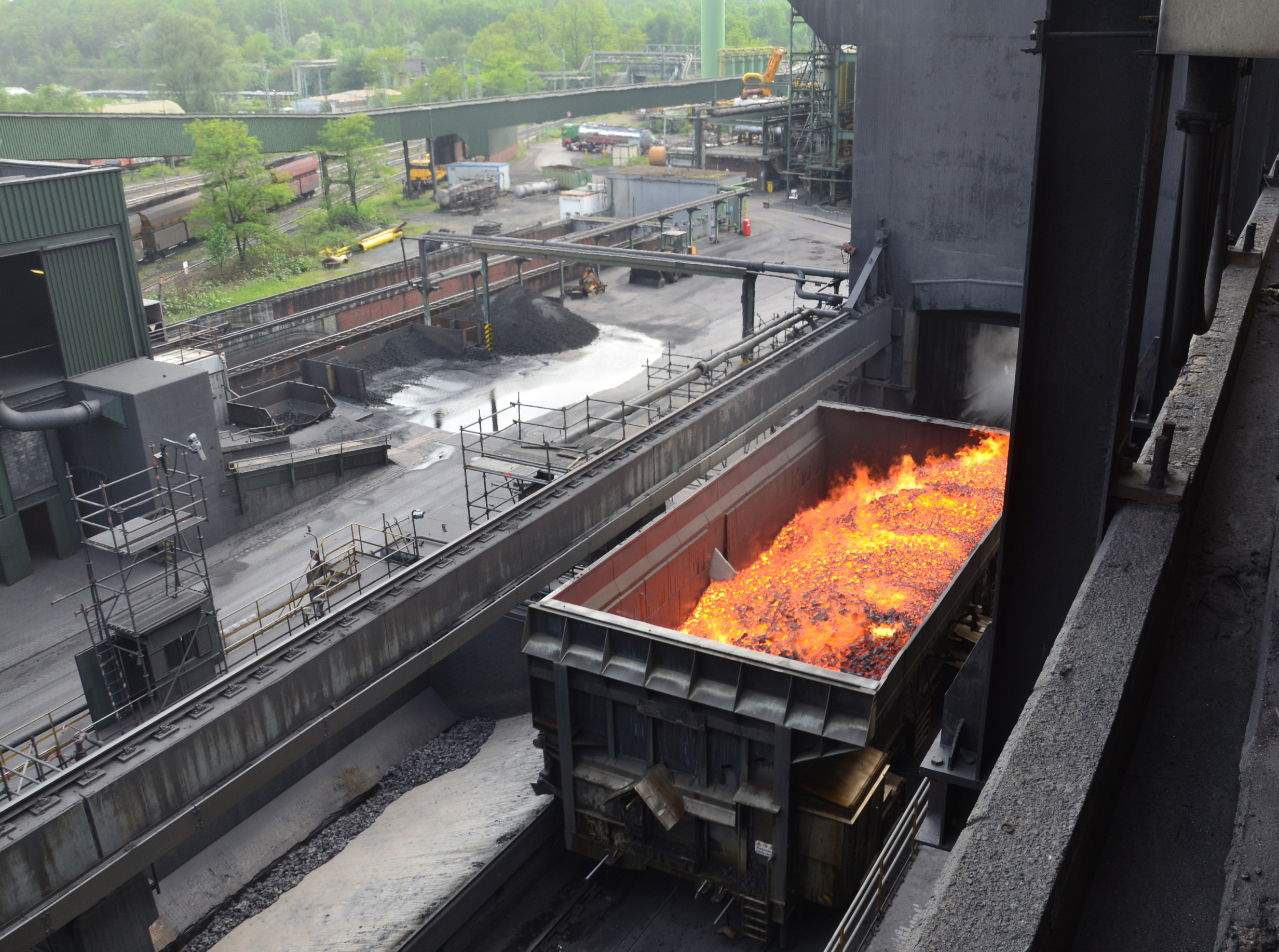
Koksownia Prosper w Niemczech, rozżarzony koks przeznaczony do schłodzenia

Koksownia – zakład przemysłowy produkujący koks oraz produkty uboczne koksowania węgla (gaz koksowniczy, smołę, benzol).
W koksowni koks i gaz surowy są wytwarzane z węgla koksującego za pomocą jego suchej destylacji. Substancje lotne w węglu są pirolizowane przez ogrzewanie do temperatury 900 °C i 1400 °C, oraz uwalniane.
Zazwyczaj koksownie są średnimi lub dużymi zakładami pracy i zatrudniają od kilkuset do kilku tysięcy pracowników. Powstają zazwyczaj w pobliżu regionów gdzie wydobywa się węgiel kamienny, który jest podstawowym surowcem do produkcji koksu.

## Koksownie w Polsce
W Polsce działa siedem koksowni. Do największych zakładów koksochemicznych pod względem produkcji koksu należą: Koksownia Zdzieszowice, Koksownia Przyjaźń i Koksownia Radlin.
Największą spółką koksowniczą jest należąca do Jastrzębskiej Spółki Węglowej – spółka JSW KOKS S.A. Spółka ta posiada cztery koksownie w dwóch oddziałach w Dąbrowie Górniczej i Radlinie.